# Trinectes fimbriatus
Trinectes fimbriatus е вид лъчеперка от семейство Achiridae. Видът не е застрашен от изчезване.

## Разпространение и местообитание
Разпространен е в Гватемала, Еквадор, Колумбия, Коста Рика, Мексико, Никарагуа, Панама, Перу, Салвадор, Хондурас и Чили.
Среща се на дълбочина от 0,3 до 28 m.

## Описание
На дължина достигат до 9 cm.